# Breaking Magic
Breaking Magic è un programma televisivo britannico del 2012.

## Struttura
Nel programma, quattro maghi spiegano le interazioni tra scienza e magia, mostrando vari trucchi di illusionismo e spiegandone, in seguito, i principi fisici e chimici che rendono possibili tali trucchi.